# Nerone (film 1909)
Nerone è un film del 1909, diretto e interpretato dal regista Luigi Maggi, tratto dall'omonimo dramma scritto da Pietro Cossa nel 1872. Il film riscosse un notevole successo sia nazionale che internazionale, infatti all'epoca furono vendute all'estero circa 300 copie.

## Trama
Un giorno l'imperatore Nerone esce dal suo tempio accompagnato dalla moglie Claudia Ottavia e incontra un'affascinante patrizia di nome Poppea. Con l'aiuto del suo segretario Epafrodito va a cercarla e la trova in una festa, e Nerone la porta nel suo palazzo.
Nerone sfila insieme a Poppea davanti al popolo e ripudia la moglie, la quale chiede al marito la restituzione dell'impero avuto in dote, ma l'imperatore la caccia via malamente, e si fa convincere da Poppea a farla uccidere. Una delle sue ancelle giura vendetta e partita per Roma informa il popolo, già stanco delle miserie e dei capricci dell'imperatore, dell'assassinio di Ottavia e lo aiuta ad insorgere contro l'imperatore.
Informato subito del pericolo di una imminente rivolta popolare, Nerone ordina l'incendio della città, cui assiste da una terrazza gioendo. Abbandonato ormai da tutti e condannato a morte dal Senato, fugge con Epafrodito cercando rifugio presso la villa del liberto Faonte. Scoperto e inseguito nei boschi, aiutato dal segretario si uccide con la sua spada.

## Riconoscimenti
- 1909 - Primo Concorso Mondiale di Cinematografia di Milano
  - Primo premio [3]